# Verdienstelijke Autonome Universiteit van Puebla
Verdienstelijke Autonome Universiteit van Puebla (Spaans: Benemérita Universidad Autónoma de Puebla) is een openbare universiteit in de Mexicaanse stad Puebla.
De universiteit werd in 1943 geopend door gouverneur Maximino Ávila Camacho, hoewel haar voorganger al sinds 1578 bestond. In de jaren 70 was de universiteit herhaaldelijk het toneel van studentenprotesten. Nadat de student Joel Arriaga Navarro door onbekenden werd vermoord vonden er protesten plaats waarbij nog eens zes studenten werden doodgeschoten door veiligheidstroepen.
Bekende alumni (afgestudeerden) zijn John Holloway, Jesús Martínez en Gustavo Díaz Ordaz. Lobos BUAP is de voetbalclub van de universiteit.

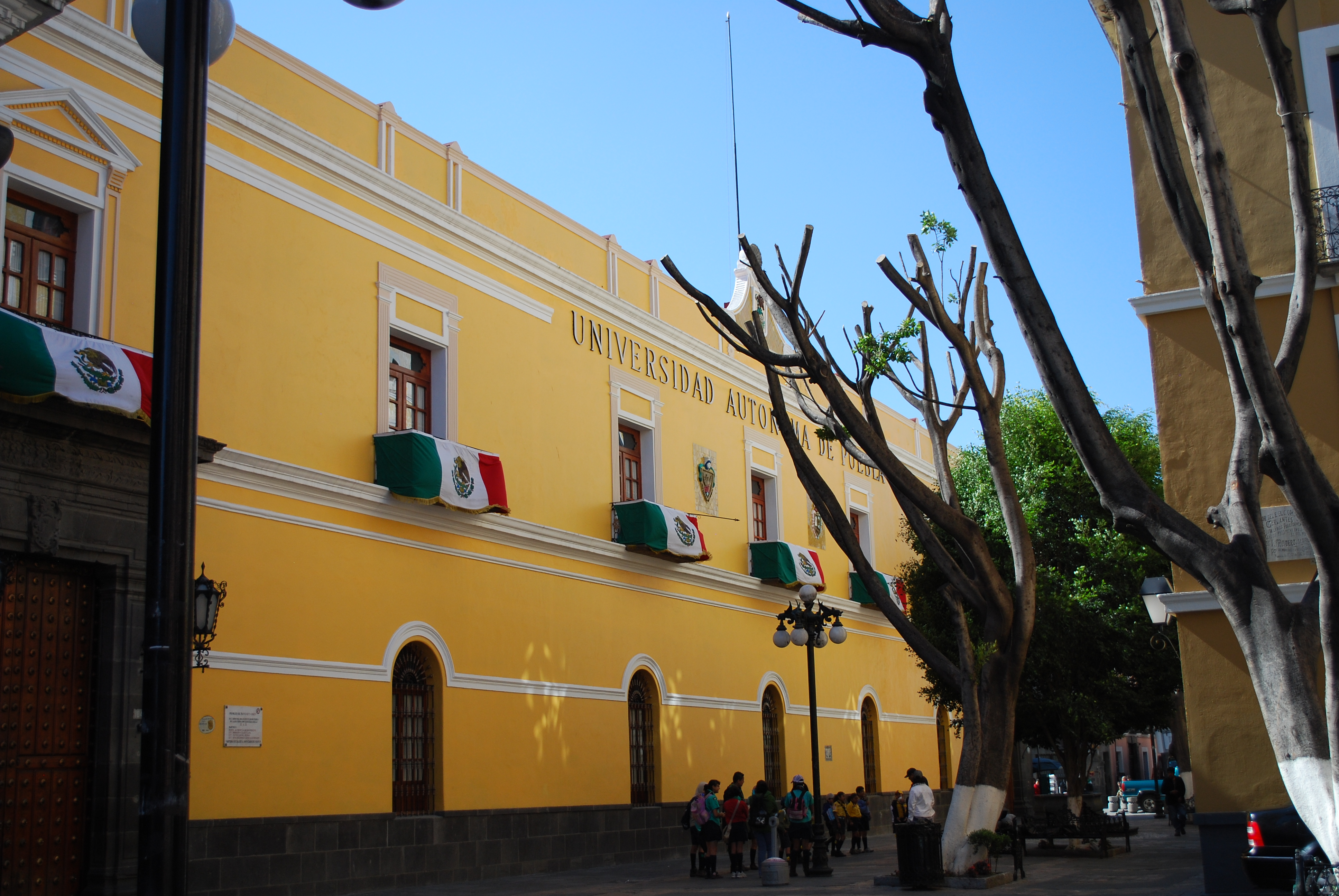
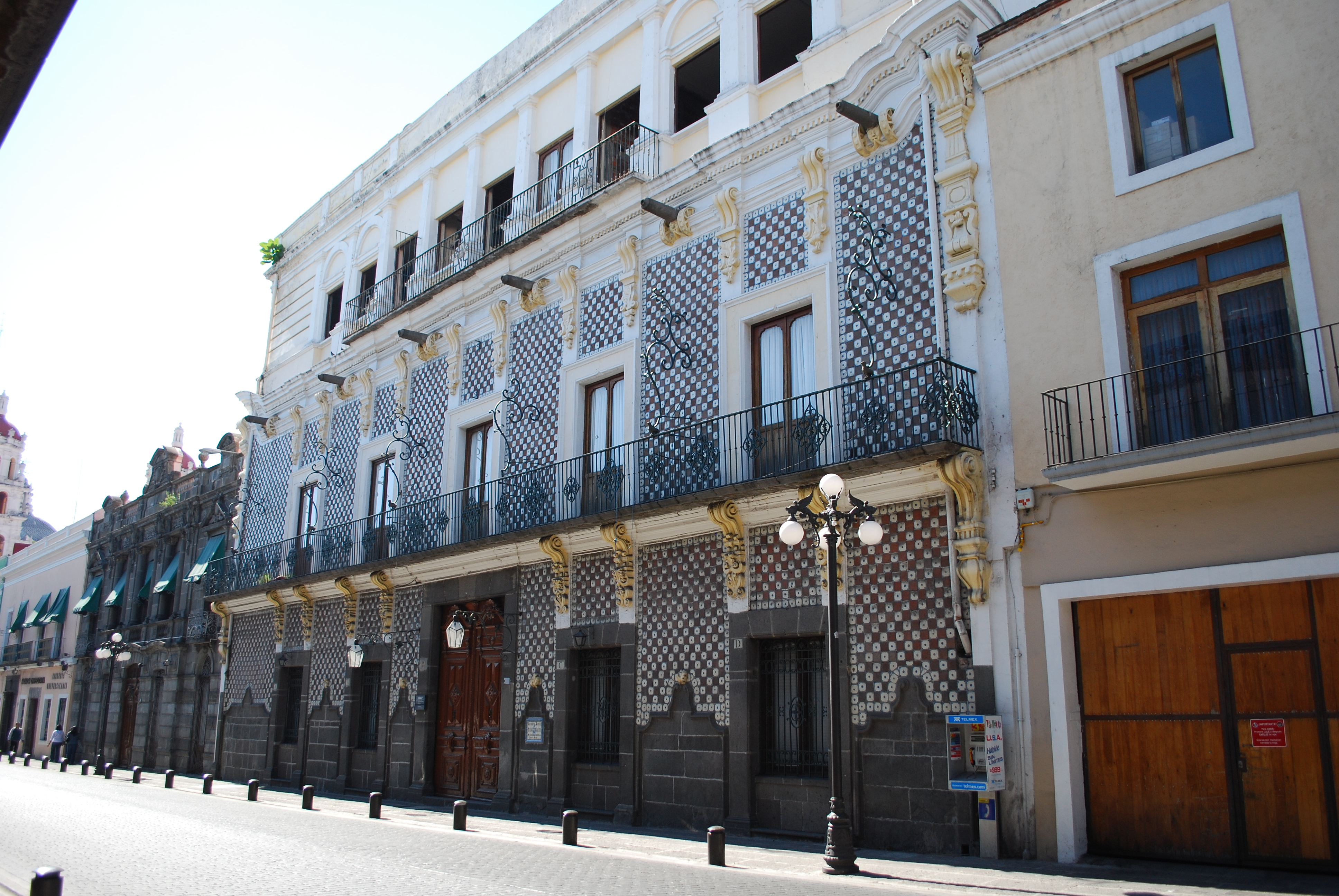
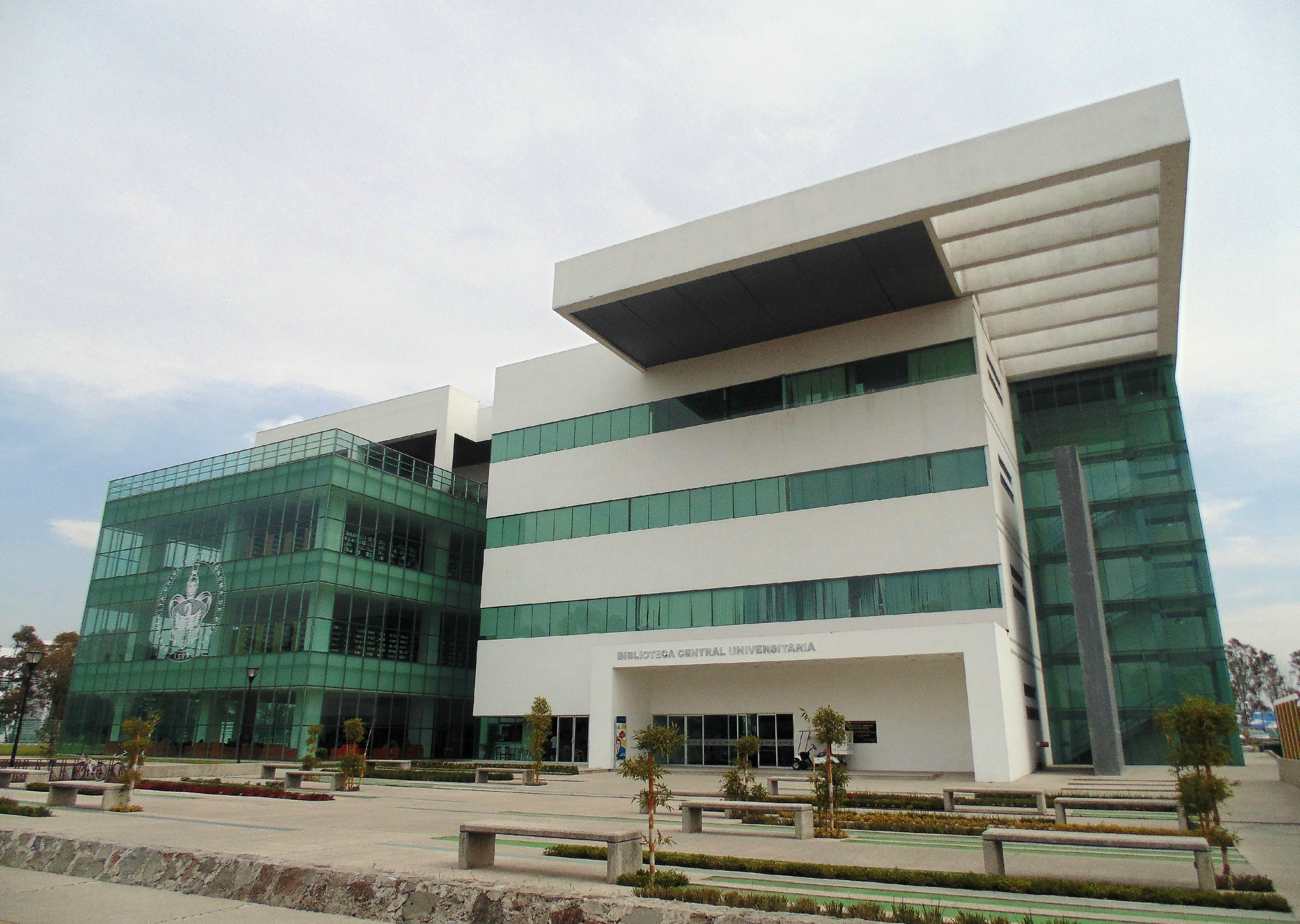